# Baoding (stacja kolejowa)
Baoding - stacja kolejowa w Baoding, w prowincji Hebei, w Chinach. Znajdują się tu 3 perony.